# Hettstadt
Hettstadt település Németországban, azon belül Bajorországban. Lakosainak száma 3599 fő (2023. december 31.). Hettstadt Leinach, Greußenheim, Waldbüttelbrunn és Zell am Main községekkel határos.

## Népesség
A település népessége az elmúlt években az alábbi módon változott:
| Lakosok száma | 844  | 1422 | 2004 | 2235 | 3688 | 3637 | 3596 | 3585 | 3665 | 3599 |
|               | 1875 | 1950 | 1975 | 1987 | 2012 | 2014 | 2016 | 2017 | 2021 | 2023 |